# Parque nacional del Djurdjura
El parque nacional del Djurdjura (en árabe:الحديقة الوطنية جرجرة ) es uno de los parques nacionales de Argelia desde 1983. Se encuentra en Cabilia, en la cadena montañosa del Djurdjura. Ciudades cercanas incluyen Tizi Ouzou (al norte) y Bouira (al sur). En el parque se encuentran muchos bosques, grutas, cañones y fauna diversa, incluido el macaco de Berbería en peligro de extinción, Macaca sylvanus, un primate prehistórico, cuya distribución en el norte de África era mucho más amplia que lo que es hoy.
El parque nacional del Djurdjura fue declarado reserva de la biosfera por la UNESCO en 1997.